# Скарфэйс Чарли

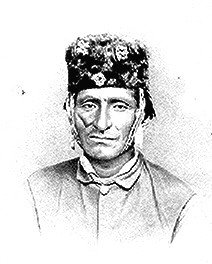
Скарфэйс Чарли

Скарфэйс Чарли, Чарли Лицо Со Шрамом (англ. Scarface Charley; ок.1851 — 3 декабря 1896) — один из лидеров и командиров индейского племени модоков.
Скарфэйс Чарли родился примерно в 1851 году. Получил известность во время Модокской войны, которая происходила на территории современных штатов Орегон и Калифорния с 1872 года по 1873 год. 
Во время разоружения модоков Скарфэйс Чарли был вовлечён в конфликт с лейтенантом Фрейзером Бутеллем,  в результате которого они выстрелили друг в друга. Их действия спровоцировали перестрелку, которая перешла в сражение. Этот бой, известный как Сражение на Лост-Ривер, стал началом Модокской войны. 
Принимал активное участие в боевых действиях модоков. 26 апреля 1873 года с группой воинов совершил нападение на американских солдат. Капитан Эван Томас во главе 5 офицеров, 66 солдат и 14 скаутов из резервации Уорм-Спрингс направился на поиски мятежных модоков. В полдень отряд Томаса остановился на привал, вблизи Сэнд-Бьютт, и был неожиданно атакован отрядом Скарфэйса Чарли.  После сражения на Драй-Лейк, которое модоки проиграли, решил сдаться властям США. Был отправлен на Индейскую Территорию и возглавлял сосланных модоков. Через год был заменён индейским агентом Хайремом Джонсом на Богуса Чарли.
Умер Скарфэйс Чарли 3 декабря 1896 года в резервации Куапо на северо-востоке Индейской Территории.